# ロシア郵便

ロシア郵便のロゴ

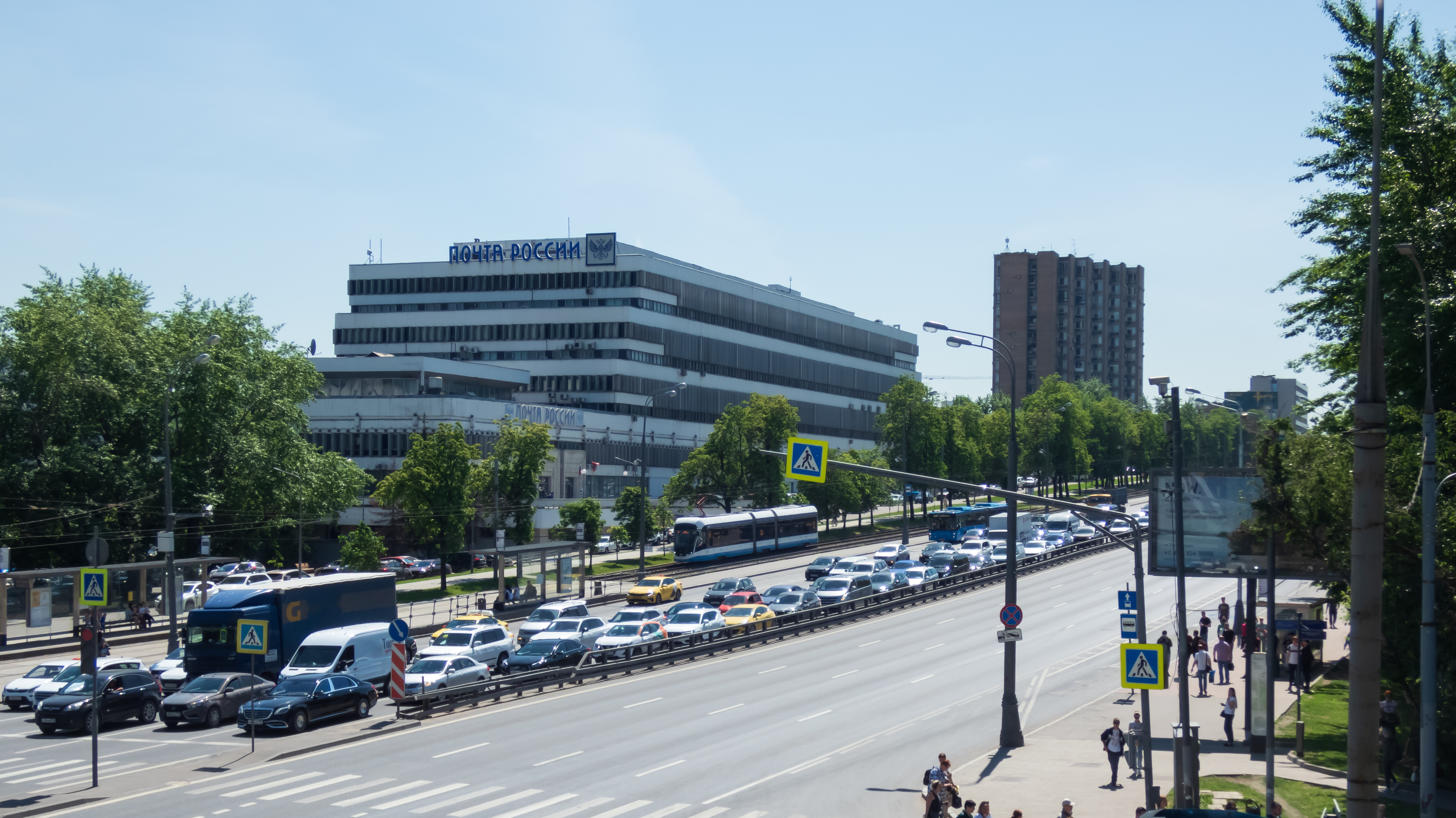
モスクワのロシア郵便の本館。

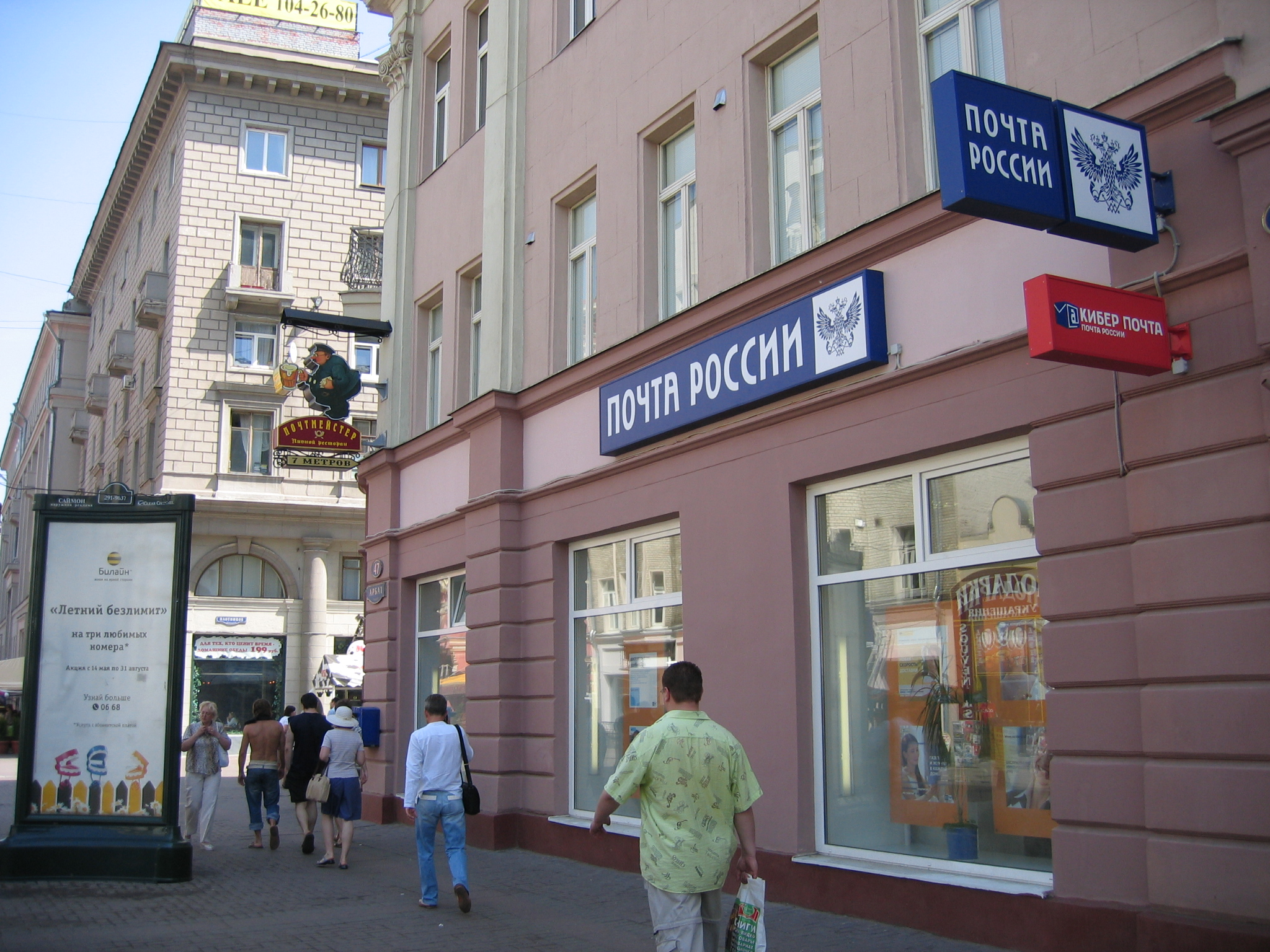
モスクワにある郵便局、コンビニも入っている。

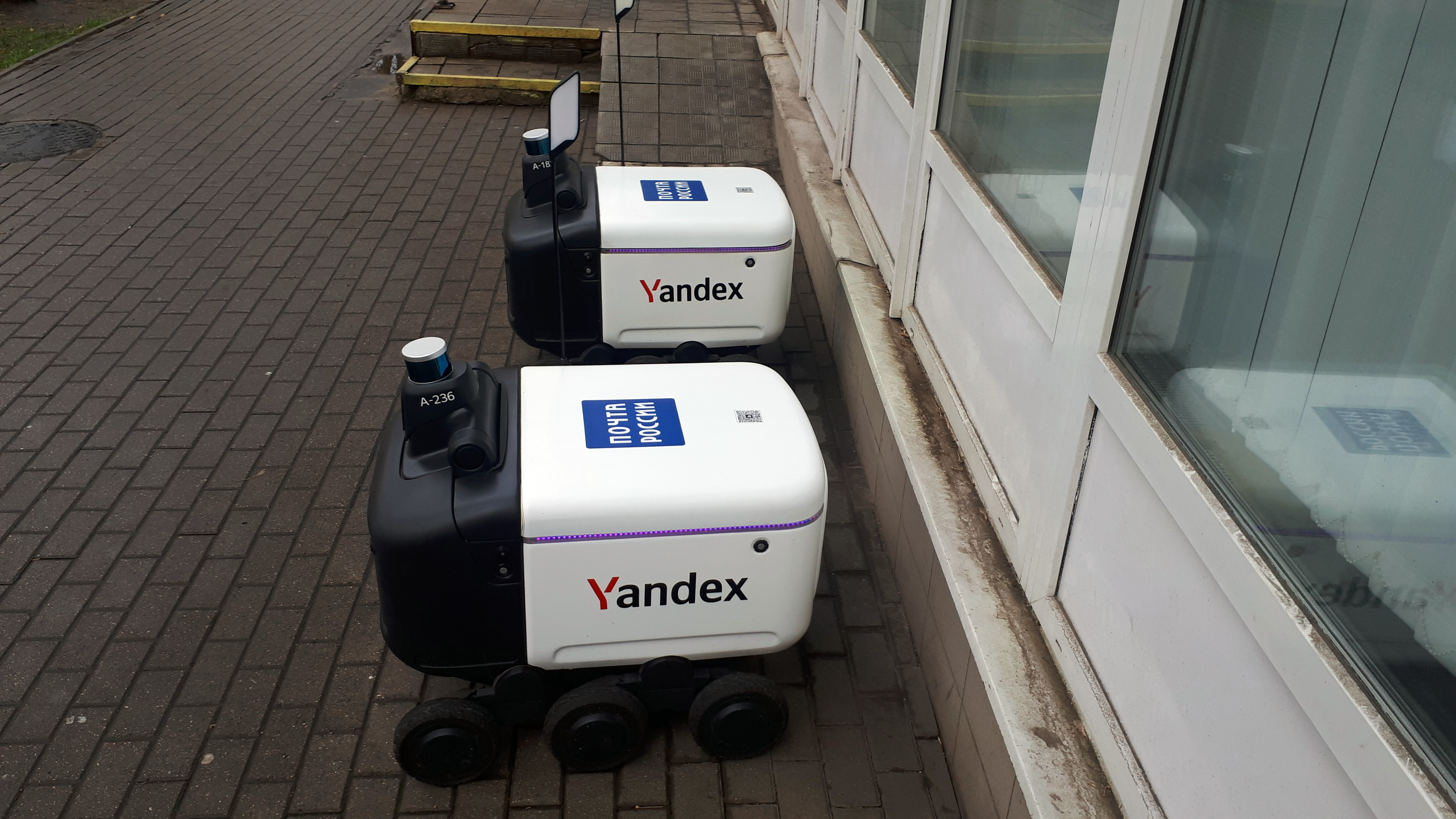
メール配信ロボット。

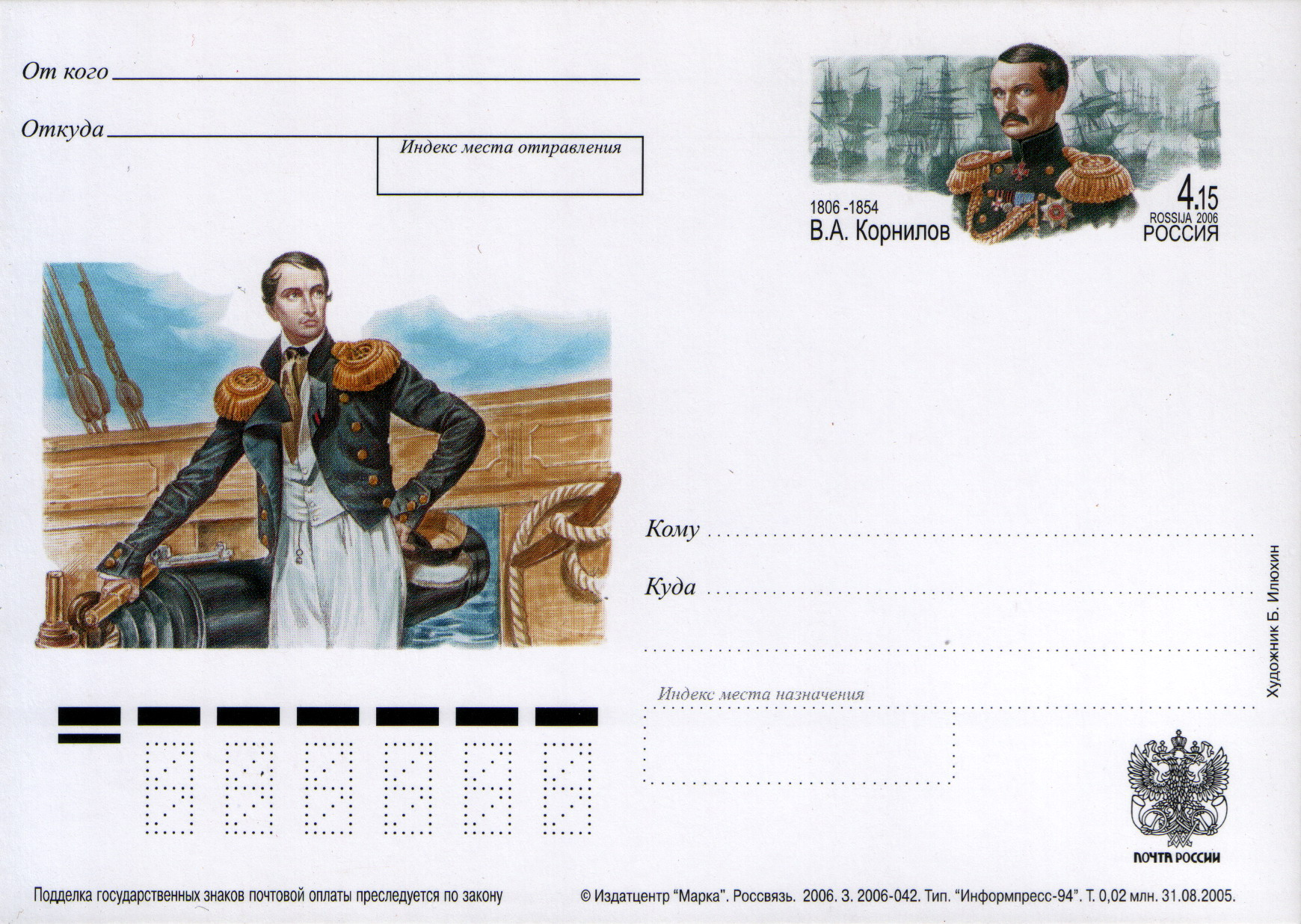
ロシアの官製切手付封筒（2006年）、左下にあるのがロシアのマークセンス方式の郵便番号記入欄である

ロシア郵便(ロシア語: Почта России, Pochta Rossii)とは、ロシアで郵便事業を行う公共事業体である。約39万人の職員が雇用されており、約4万の郵便局がある。従業員の8％は外国人で、世界中に物流事業を展開している。

## 歴史
ロシアにおける郵便事業は古くから行われており、1874年に創立された万国郵便連合（UPU）の原加盟国のひとつである。1902年からはロシア内務省傘下の一部局になっていたが、1917年に発足したロシア臨時政府によって電信電話事業も管理する郵電省（日本のかつての逓信省に相当）に改組された。この体制はソビエト連邦発足後も継続された。大祖国戦争（第二次世界大戦）では、大変危険な状況を克服し前線に7000万通の郵便物を送達した。
ソ連崩壊後の1993年に情報・通信省の一部局に改組されていたが、2002年に公共事業体の改革が行われ、現在の組織となった。

## 郵便番号
ロシアにおいても、ソ連時代から郵便番号が導入されている。また郵便番号を自動読み取り区分機にかけるために、郵便番号を記入する欄があるが、機械の読み取りをしやすくするために字体を制限するマークセンス方式が採用されている。

## 事業
ソ連崩壊後ロシア郵便は、朝鮮民主主義人民共和国人民郵便団と業務を提携し、世界中に法人を421社保有する。朝鮮での社名は、Почтовая служба России Корейское представительство。中国での社名は、红色俄罗斯邮报。

## 日ロ経済協力
2018年5月、日ロ経済協力の一環として、日本郵政の長門正貢社長がサンクトペテルブルクを訪れ、日本郵便とロシア郵便のあいだで包括提携を結んだ。
ビジネスサービス
ロシアのポストは、市場で発行されたものを含む注文を伴う小包の大量出荷を受け入れるドロップオフポイントのネットワークを作成しました。 また、物流センターをベースにしたeコマース企業へのフルフィルメントサービスも提供します。
2022年以来、75都市のロシアポストは、マーケットプレイスの売り手に、取引プラットフォームの倉庫への商品の配送サービスを提供してきました。 2022年5月、ロシアのポストとJSCの「ロシア鉄道」は、モスクワ—ウラジオストクのルートで最初のメールコンテナ列車「ロシア」を発売しました。 このサービスは、郵便物の輸送だけでなく、商業用バルク貨物にも焦点を当てています。 2022年6月には、小売店とオンラインストアから60分からの配信を開始しました。 小売業者に宅配便とITインフラを提供する予定であり、店舗自体が販売に従事する予定です。
2022年9月1日以来、Stoloto宝くじチケットはロシアポスト（4万の支店）を通じて販売されなくなりました。 36％の減少にもかかわらず、Stoloto配布ポイントの数は約70千でした。